# こむぎっち号
こむぎっち号（こむぎっちごう）は、埼玉県上里町が運行するコミュニティバスの愛称。市では上里町コミュニティバス「こむぎっち号」と案内している。2003年（平成15年）に運行が開始された「上里町福祉巡回バス」が前身である。協同バスが運行受託する。
町内の公共施設（鉄道駅や町役場、公民館など）や大型商業施設と、町内の各地とを結ぶコミュニティバスである。

## 歴史
2003年（平成15年）に運行が開始された「上里町福祉巡回バス」を前身とし、2012年（平成24年）以降は「上里町内巡回バス」へ名称変更した。
その後、使用車両の老朽化やルートの見直しの必要性から再編を行うこととなり、2016年（平成28年）3月1日より、町民アンケートの結果やワークショップなどを基に、既存の町内巡回バスとして運行していた6系統を3系統へ再編する形で、「こむぎっち号」として新たに開業した。
「こむぎっち号」に改組されるにあたり、交通弱者の需要に応える経路・目的地に変更が行われており、運行日・運行時間帯も前身の町内巡回バス時代よりも拡大されている。
2019年（令和元年）9月1日には、全ルートでダイヤ改正し、北部ルートと南部ルートでそれぞれ1台ずつで運用されていたが、運行日を変更し、北部ルートが「月・水・金」、南部ルートが「火・木・土」の隔日運行（日曜運休、祝日は運行）に変更して、2台体制の運用となった。
2021年（令和3年）3月1日には、北部ルートと南部ルートで再編が行われ、北部ルート「アグリパーク上里循環、ウニクス循環」と、南部ルート「アグリパーク上里循環、ウニクス循環」として、往復運行から循環運行へ変更され、各ルートとも1日8便ずつ運行されるようになった。また、南部ルートが神保原駅に乗り入れ開始し利便性が高まった。また300円で販売していた一日乗車券を廃止し、代替として他ルートに乗り継ぎできる乗継乗車券制度を開始した。隔日運行は変わらない。

## 運行内容
- 運賃は、1乗車につき100円均一（2021年3月1日現在）[3][5][7]。
- 他ルートに乗り継ぎできる乗継乗車券が利用可能である。同じルート同士での乗り継ぎはできない。
- 運行日は、毎週月曜日から土曜日と祝日で、祝日でない日曜日と年末年始（12月29日から翌年1月3日）は運休する[3][5]。北部ルートは、月・水・金曜、南部ルートは、火・木・土曜、それぞれ隔日運行。
- 運行時刻は、8時30分 - 18時30分頃となっている。

## 路線
中央ルートは、関越自動車道の上里サービスエリアと、町内のショッピングセンター「ウニクス上里」間を上里町役場経由で結んでおり、町内の公共施設や農産物直売所「アグリパーク上里」、イオンタウン上里やカインズスーパーセンター上里本庄店などの大型商業施設、JR高崎線神保原駅を経由して、マイクロバスにより約65分間隔で運行される。北部ルート・南部ルートは、中央ルートへの接続が考慮された支線で、それぞれ町内の北部と南部を経由する。

### 現行路線
主要経由地や乗換可能なバス停留所のみ記載。
中央ルート
- アグリパーク上里 - 天神・真下 - イオンタウン上里 - カインズホーム - 神保原駅北口 - 二丁目中央 - 西原町 - 上里町役場 - 保健センター - 農協前 - ワープ上里・図書館前 - 神保原駅南広場 - 群馬銀行 - とりせん北 - ベルク七本木店 - ウニクス上里

北部ルート
- アグリパーク上里循環：アグリパーク上里 - 勝場 - イオンタウン上里 - 金下 - 二丁目中央 - 神保原駅北口 - 堀込 - 帯刀集会所 - アグリパーク上里
- ウニクス循環：ウニクス上里 - 本郷三 - 神保原陸橋北 - 神保原駅北口 - 忍保 - 八町河原 - 宮本町 - カインズホーム - 四丁目 - とりせん北 - キャノン北 - ウニクス上里

南部ルート
- アグリパーク上里循環：アグリパーク上里 - 南五明公会堂 - 久保神社 - 並木 - 西大御堂 - 三町 - 保健センター - 農協前 - 神保原駅南広場 - 東五明 - アグリパーク上里
- ウニクス循環：ウニクス上里 - 立野 - 三町 - 宿前 - 上里中学校 - 神保原駅南広場 - 上里東公民館 - ウニクス上里

### 過去の路線

#### 上里町福祉巡回バス
「上里町福祉巡回バス」時代の路線（2011年7月時点）。いずれも平日運行（→方向が左回り、←方向が右回り）。老人福祉センター「かみさと荘」を起終点とする循環運行であった。
なお、2021年（令和3年）4月1日から、建物の老朽化により「かみさと荘」は休館している。築45年の建物であり施設機能の一部が停止状態で、耐震工事も行っていないことから安全面を考慮して休館した上で、町では「かみさと荘」と保健センターなどを統合した施設の整備計画を進め、「かみさと荘」に代わる健康福祉交流拠点を新設する予定としている。
北巡回コース
- かみさと荘 - 上里町役場 - 神保原駅南広場 - 八町河原 - 西金公会堂 - 原公会堂 - 金下公会堂 - 神保原駅北広場 - 上里町役場 - かみさと荘

南西巡回コース
- かみさと荘 - 帯刀集会所 - 上郷 - 長幡小学校 - 東大南 - 田中公会堂 - 上里町役場 - かみさと荘

南東巡回コース
- かみさと荘 - 三町郵便局 - 立野南公民館 - 町民体育館 - 古新田集会所 - 上里東公民館 - 上里町役場 - かみさと荘

## 車両
専用塗装のマイクロバスまたはワンボックスカーで運行される。専用車両には上里町の町制施行40周年を記念して誕生した、特産品の種子小麦をモチーフとした町のマスコットキャラクター「こむぎっち」が描かれ、路線愛称もマスコットキャラクターに由来する。
路線により使用される車両が異なり、どの路線のバスかは行先表示板だけでなく、バス側面のラッピングでも判別できる。
北部ルートの車両が2016年4月25日から当面の間、協同バスが保有するいなまると同型（ピンク色）の日野・リエッセCNG車に変更されていた。

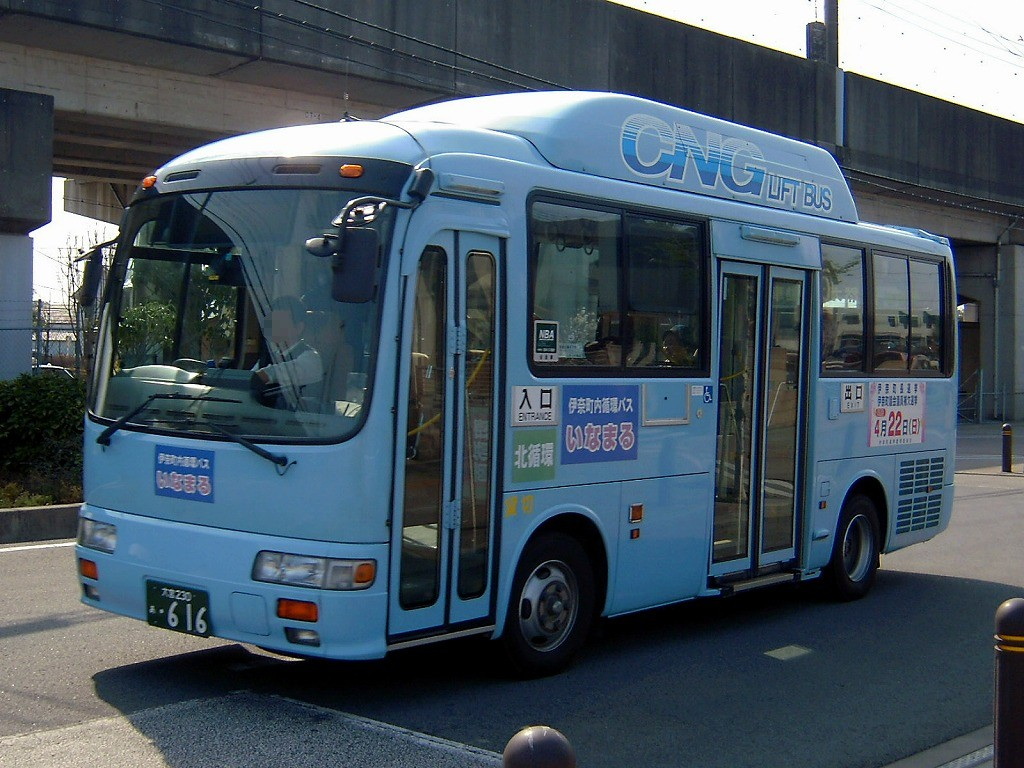
伊奈町内循環バス「いなまる」の車両 日野・リエッセ 2016年4月25日から当面の間、同型でピンク色の車両が北部ルートで使用されていた。